# اس‌اس بلاتریکس (تی-ای‌کی‌آر-۲۸۸)
اس‌اس بلاتریکس (تی-ای‌کی‌آر-۲۸۸) (به انگلیسی: SS Bellatrix (T-AKR-288)) یک کشتی است که طول آن ۹۴۶ فوت ۲ اینچ (۲۸۸ متر) می‌باشد. این کشتی در سال ۱۹۷۳ ساخته شد.